# Мамсько-Чуйський район
Мамсько-Чуйський район (рос. Мамско-Чуйский район) — адміністративно-територіальна одиниця (муніципальний район) Іркутської області Сибірського федерального округу Росії.
Адміністративний центр — робітниче селище Мама.

## Географія
Мамско-Чуйський район розташований на північному сході Іркутської області в межах Північно-Байкальського нагір'я. Площа території — 43396 км².
На півночі район межує з Республікою Саха (Якутія), на півдні — з Республікою Бурятія, на сході — з Бодайбинським, на заході — з Кіренським районами Іркутської області.
Клімат
Клімат району різко континентальний, з морозною (-55…-60 °C) зимою і коротким теплим (до +39 °C) літом. Середньомісячна температура січня -28,9 °C, липня +17,9 °C. Середньорічна кількість опадів становить 390—550 мм, причому 60-70 % припадає на літні місяці.
Мамско-Чуйський район прирівняний до районів Крайньої Півночі.
Гідрографія
Гідрографічна основа району представлена басейнами річок Витим, Мама, Велика Чуя і Мала Чуя з розвиненою мережею їх приток.

## Історія
Район утворений на підставі рішення виконавчого комітету Іркутського обласної ради депутатів трудящих № 446 від 25 травня 1951 року за рахунок виділення частини території Бодайбинського і Кіренського районів області.

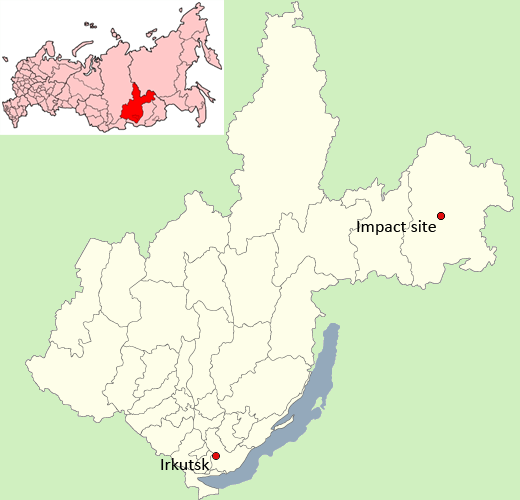
Місце падіння Витимського боліда

В ніч з 24 на 25 вересня 2002 року в Мамсько-Чуйському районі (58°16′16″ пн. ш. 113°27′13″ сх. д. / 58.27111° пн. ш. 113.45361° сх. д.) впав Витимський болід, на місці падіння якого спостерігалася картина, дуже схожа на Тунгуський метеорит, тільки в дещо менших масштабах.

## Населення
Населення — 3694 осіб. (2020 рік).
У зв'язку з безперспективністю життя у віддалених селищах Мамсько-Чуйського району в 2015 році в Іркутській області були прийняті закони, що передбачають переселення мешканців селищ Гірничо-Чуйський і Согдіондон (раніше були переселені жителі сел. Слюдянка). У 2015 році почалося переселення селища Гірничо-Чуйський, в 2016 році — селища Согдіондон. Найближчим часом також планується переселити мешканців сел. Луговський.